# American Fur Company

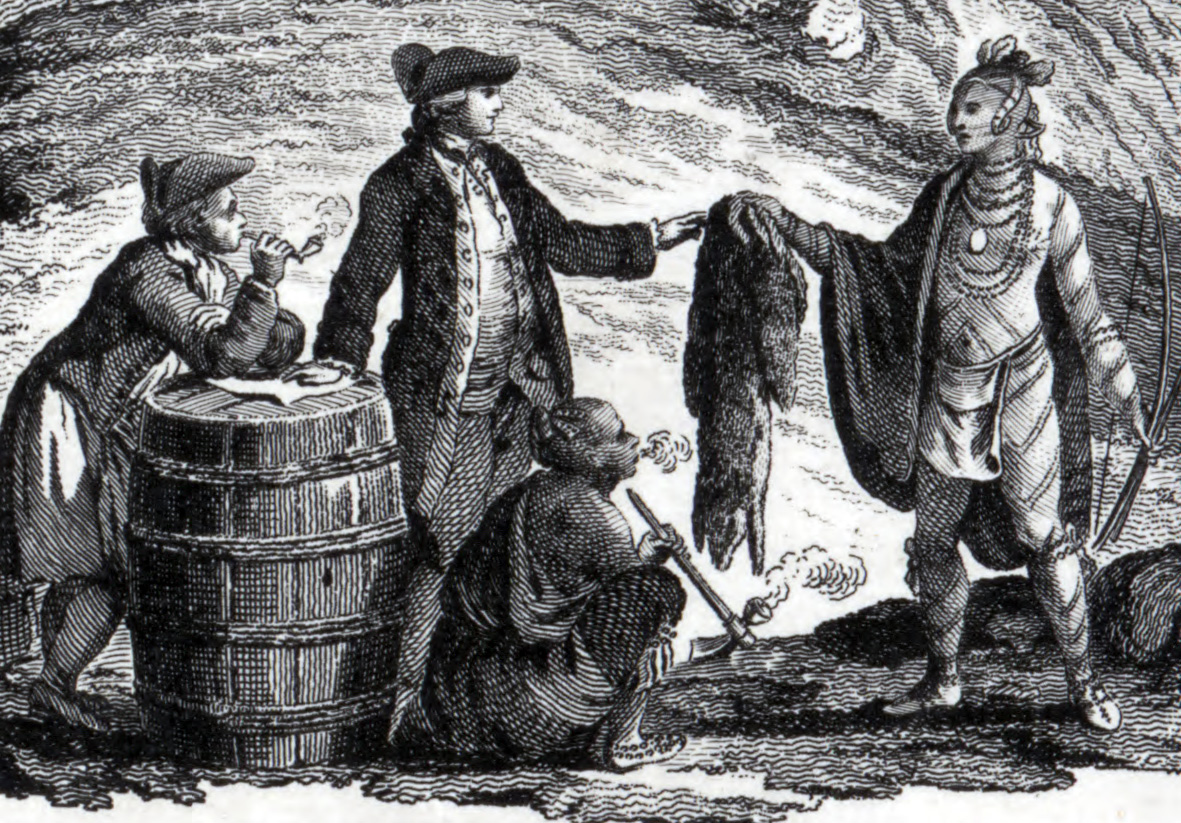
Le commerce de la fourrure en Amérique du Nord

L'American Fur Company ou Compagnie américaine des fourrures fut fondée par John Jacob Astor en 1808 dans la région des Grands Lacs. La compagnie grandit au point de monopoliser la traite des fourrures aux États-Unis et devint l'une des plus grandes sociétés du pays, elle fut l'un des premiers grands cartels américains mais fit faillite en 1842.

## Histoire
L'American Fur Company démarre en 1808 (la date officielle de création de l'entreprise est le 6 avril 1808) avec le commerce de fourrures dans des postes de traite du Midwest et de la région des Grands Lacs ainsi que dans le Nord-Ouest Pacifique. La compagnie crée des filiales pour mener à bien ses activités dans chacune de ces régions.

### Filiales
La South West Company, qui a des représentants à Saint-Louis et Kansas City, au bord du fleuve Missouri, est chargée du commerce de la fourrure dans le Midwest, alors que la Pacific Fur Company opère dans l'Oregon Country.

### Concurrents
Au début, elle est en concurrence avec les grandes compagnies de pelleteries canadiennes et Britanniques : les Hudson's Bay Company et North West Company.

### Monopole
Pendant la guerre de 1812, nombre de postes de traite de la compagnie sont confisqués par les Britanniques. À cette époque, il semble que la compagnie est détruite, mais après la guerre les États-Unis votent une loi interdisant le commerce de compagnies étrangères sur le territoire américain, ce qui débarrasse l'American Fur Company de ses concurrents canadiens et britanniques et lui offre un monopole sur le Midwest et les Grands Lacs. Dans les années 1820, elle étend son monopole aux Grandes Plaines et aux montagnes Rocheuses. Pour conserver son monopole, de petits concurrents sont rachetés ou conduits à la faillite par les manœuvres de l'American Fur Company. Vers 1830, la compagnie a un contrôle presque total du commerce de la fourrure aux États-Unis.

### Déclin
Cet apogée de la compagnie sera de courte durée. Sentant venir le déclin de la mode de la fourrure, John Jacob Astor se retire de la compagnie en 1834. Celle-ci se scinde en deux entités et la Pacific Fur Company devient indépendante. La division du Midwest continue ses activités sous le nom d'American Fur Company, et est alors dirigée par Ramsay Crooks.
Pour réduire ses dépenses, la compagnie commence à fermer nombre de ses postes de traite. Pendant les années 1830, la concurrence renaît. À cette époque la matière première (les fourrures) commence à manquer, les Amérindiens qui en étaient les principaux pourvoyeurs ayant été chassés plus à l'ouest ou carrément exterminés. Dans les années 1840, la soie remplace la fourrure dans la mode européenne. La compagnie ne parvient pas à intégrer tous ces facteurs et malgré des efforts de diversification dans d'autres industries comme les mines de plomb, l'American Fur Company fait faillite en 1842. Les biens de la compagnie sont répartis entre plusieurs sociétés plus petites dont la plupart feront faillite dans les années 1850.

### Autre compagnies de fourrure
- Compagnie du Nord-Ouest
- Compagnie de la Baie d'Hudson
- Pacific Trading Company
- Compagnie des fourrures du Missouri
- Compagnie de fourrures des Montagnes Rocheuses, de William Henry Ashley et Andrew Henry.

### Source
- (en) Cet article est partiellement ou en totalité issu de l’article de Wikipédia en anglais intitulé « American Fur Company » (voir la liste des auteurs).